# 위험한 관계 (2012년 영화)
위험한 관계(危险关系)는 2012년 공개된 영화이다. 피에르 쇼데를로 드 라클로의 동명의 소설을 원작으로 한다.

## 줄거리
1930년대 상하이를 배경으로, 부유하고 바람기 많은 플레이보이인 셰이판은 외할머니를 통해 조카 손녀 며느리인 미망인 두 펀위를 소개받는다. 셰이판의 오랜 친구이자 그에게 넘어가지 않았던 모지에위는 부유한 사업가 진지환에게 복수하기 위해 그의 16세 약혼녀 베이베이의 순결을 빼앗아달라고 셰이판에게 요청한다. 셰이판은 대신 조용하고 고상한 펀위에게 관심을 갖게 되고, 모지에위는 그에게 펀위를 유혹하되 사랑에 빠지지 않는다면 그녀와 잠자리를 하겠다는 내기를 제안한다.
셰이판은 내기를 수락하지만, 펀위는 그의 매력에 쉽게 넘어오지 않는다. 한편, 모지에위는 진지환에게 복수하기 위해 베이베이와 그녀의 미술 선생님인 젊은 대학생 다이웬저우 사이를 부추긴다. 결국 이들의 관계는 진전되지 못하고, 베이베이의 어머니는 딸을 엄하게 단속한다. 모지에위는 베이베이를 펀위의 고모 할머니 집으로 보내 셰이판이 베이베이를 "위로"하게끔 만든다. 베이베이를 유혹하는 데 성공한 셰이판은 다시 펀위에게 집중하지만, 이전과는 다르게 깊은 감정에 빠져들게 된다.
술에 취한 셰이판은 모지에위를 찾지만 그녀가 웬저우와 관계를 맺고 있다는 것을 알게 된다. 다음날 아침, 모지에위는 펀위를 불러 셰이판을 창피하게 만들고, 셰이판은 펀위에게 단지 내기였을 뿐이라고 말한다. 상처 입은 펀위는 떠나고, 셰이판은 모지에위에게 승리했다고 생각하지만 모지에위는 그의 마음을 조롱한다. 분노한 셰이판은 모지에위의 마음을 아프게 하겠다고 맹세한다. 이후 모지에위는 웬저우에게 베이베이의 유혹에 대한 진실을 밝힌다. 펀위가 떠난 후 후회에 빠진 셰이판은 펀위의 집으로 향하던 중, 진실을 알게 된 웬저우의 총에 맞는다. 상처 입은 채 펀위를 찾아간 셰이판은 그녀에게 간절하게 자신을 봐달라고 애원한다. 펀위는 자살하려 하지만 결국 셰이판을 내쫓지 못한다. 셰이판은 눈 속에서 쓰러지고, 펀위는 그의 죽음을 슬퍼하며 오열한다.
1년 후, 펀위는 교육 자선 사업에 참여하고, 셰이판의 죽음은 모지에위에게 죄책감과 슬픔을 안긴다.

## 배역
- 장동건 - 셰이판 역
- 장쯔이 - 뚜펀위 역
- 장백지 - 모지에위 역